# Den stora resan
Den stora resan är ett svenskt TV-program från 2009 baserat på ett internationellt format. Det producerades av Eyeworks för Sveriges television. Programmets premiss är att tre svenska familjer besöker tre ursprungsbefolkningar i olika delar av världen.